# دبورا کی. راس
دبورا راس (متولد ۲۰ ژوئن ۱۹۶۳) یک وکیل و سیاستمدار آمریکایی است که از سال ۲۰۲۱ به عنوان نماینده ایالات متحده در حوزه انتخابیه دوم کارولینای شمالی  خدمت کرده است. راس که یکی از اعضای حزب دموکرات بود.
راس در فیلادلفیا، پنسیلوانیا، در ۲۰ ژوئن ۱۹۶۳ به دنیا آمد و در کانکتیکات بزرگ شد. او دختر باربارا (با نام خانوادگی کلین) و ماروین کف است. پدرش در دوران جنگ ویتنام به عنوان پزشک در نیروی هوایی خدمت می‌کرد و مادرش پیش دبستانی تدریس می‌کرد.